# هرچیزی برای عشق
هر چیزی برای عشق (به انگلیسی: Anything for Love) فیلمی است محصول سال ۱۹۹۳ به کارگردانی مایکل کیوسچ است. در این فیلم بازیگرانی همچون کوری‌هایم، نیکول اگرت، کامرون بنکرافت، مالی پارکر، ماتیو بنت و آلانیس موریست ایفای نقش کرده‌اند.

## خلاصه داستان
کریس کالدر پسری است که مدام مورد ضرب وشتم قرار می‌گیرد او تصمیم می‌گیرد تا در راه مدرسه با پوشیدن لباس مبدل خود را جای یک دختر جا بزند تا در امان بماند اما به تدریج اتفاقاتی می‌افتد که او مجبور می‌شود به این کار ادامه دهد و…